# Colmesnil-Manneville
Colmesnil-Manneville är en kommun i departementet Seine-Maritime i regionen Normandie i nordvästra Frankrike. Kommunen ligger i kantonen Dieppe-1 som tillhör arrondissementet Dieppe. År 2022 hade Colmesnil-Manneville 107 invånare.

## Befolkningsutveckling
| Befolkningsutvecklingen i Colmesnil-Manneville 1968–2021 | Befolkningsutvecklingen i Colmesnil-Manneville 1968–2021 | Befolkningsutvecklingen i Colmesnil-Manneville 1968–2021 | Befolkningsutvecklingen i Colmesnil-Manneville 1968–2021 | Befolkningsutvecklingen i Colmesnil-Manneville 1968–2021 |
| -------------------------------------------------------- | -------------------------------------------------------- | -------------------------------------------------------- | -------------------------------------------------------- | -------------------------------------------------------- |
|                                                          |                                                          |                                                          |                                                          |                                                          |
| År                                                       |                                                          |                                                          | Folkmängd                                                |                                                          |
| 1968                                                     | 1968                                                     |                                                          | 71                                                       |                                                          |
| 1975                                                     | 1975                                                     |                                                          | 64                                                       |                                                          |
| 1982                                                     | 1982                                                     |                                                          | 73                                                       |                                                          |
| 1990                                                     | 1990                                                     |                                                          | 115                                                      |                                                          |
| 1999                                                     | 1999                                                     |                                                          | 140                                                      |                                                          |
| 2007                                                     | 2007                                                     |                                                          | 128                                                      |                                                          |
| 2015                                                     | 2015                                                     |                                                          | 108                                                      |                                                          |
| 2021                                                     | 2021                                                     |                                                          | 109                                                      |                                                          |